# BSG Einheit Greifswald
BSG Einheit Greifswald was een Oost-Duitse BSG uit Greifswald, Mecklenburg-Voor-Pommeren.

## Geschiedenis
Na de Tweede Wereldoorlog werd de SG Greifswald opgericht dat in 1950 zich omvormde tot een BSG en de naam BSG Einheit aannam. Einheit was in de DDR een typische benaming voor organisaties van de overheid. In 1952 promoveerde de club naar de DDR-Liga, de tweede klasse. Na drie seizoenen degradeerde de club. Na een promotie in 1958 bleef de club nu tot 1965/66 in de DDR-Liga en degradeerde dan naar de Bezirksliga Rostock.
In 1968 werd de club ontbonden en ging op in de nieuwe club BSG KKW Greifswald.